# Pandanus radula
Pandanus radula är en enhjärtbladig växtart som beskrevs av Otto Warburg. Pandanus radula ingår i släktet Pandanus och familjen Pandanaceae. Inga underarter finns listade.